# 科措費尼丁法策鄉
44°27′N 23°40′E / 44.450°N 23.667°E
科措費尼丁法策鄉（羅馬尼亞語：Comuna Coțofenii din Față, Dolj），是羅馬尼亞的鄉份，位於該國西南部，由多爾日縣負責管轄，處於布加勒斯特以西190公里，每年平均降雨量988毫米，海拔高度91米，2007年人口1,926。